# Hitachiōta
Hitachiōta (japanska: 常陸太田市?, Hitachiōta-shi) är en stad i Ibaraki prefektur i Japan. Staden fick stadsrättigheter 1954.